# Mägo de Oz
Mägo de Oz är en spansk folk metal-grupp grundad 1988 i Madrid. De var i början kända som Transilvania men bytte till nuvarande bandnamnet Mägo de Oz från och med 1989. Under sin karriär har de sålt fyra miljoner skivor och är idag ett av de populäraste hårdrocksbanden i Spanien, i synnerhet tack vare singlar "Fiesta Pagana", "La Posada de los Muertos" och "La Costa del Silencio" bland många andra. 

## Medlemmar

### Nuvarande medlemmar
- Txus di Fellatio – Trummorr (1988–)
- Carlos Prieto 'Mohamed' – Fiol (1992–)
- José Manuel Pizarro 'Josema' – Tvärflöjt, säckpipor, visselpipor, bodhrán (2010–)
- Fernando Mainer – Basgitarr (2012–present)
- Jorge Salán – Sologitarr (2004–2008, 2023-present)
- Victor de Andrés – Gitarrr (2020–present)
- Francesco Antonelli - Keyboard, syntar (2023-present)
- Rafa Blas - Sång (2023-present)

### Tidigare medlemmar
- Salva – Basgitarr (1989–2002)
- Charlie – Sologitarr (1990-1993)
- Juanma Rodríguez – Sång (1989–1995)
- José María Alonso "Chema" – Kompgitarr (1990–1996)
- Tony del Corral – Saxofon (1994)
- Auri – Sång (1995–1996)
- Sergio Martínez – Basgitarr (2003–2004)
- Luis Miguel Navalón – Basgitarr (2004)
- Fernando Ponce de León – Flöjt, visselpipa, säckpipor (1999–2010)
- José Andrëa – Sång (1996–2011)
- Pedro Diaz "Peri" – Basgitarr (2004–2012)
- Sergio Cisneros "Kiskilla" – Keyboard, dragspel (1999–2012)
- J.C. Marín "Carlitos" – Gitarr (1992–2020)
- Francisco Javier Gómez de la Serna "Frank" – Kompgitarr (1996–2020)
- Javi Díez – Keyboard, syntar, dragspel, kompgitarr (2012–2022)
- Manuel Ramil - Keyboard, syntar (2022)
- Javier Domínguez 'Zeta' – Sång (2012–2023)
- Patricia Tapia – Bakgrundsång (2007–2023)
- Manuel Seoane – Gitarr (2018–2023)

### Turnerande medlemmar
- Frank (Francisco Javier Octavio Alejandro Gómez de la Serna Alvariño) – gitarr (1995)
- Tony Corral – saxofon (1994)
- Silver Solorzano Meca – sång (1999)
- Cecilio Sánchez-Robles – gitarr (2001)
- Jorge Salán – sologitarr (2003)
- El Niño (Joaquín Arellano Valderas) – trummor (2005–2006)
- Toni Menguiano – sång (2006)
- Patricia Tapia – sång (2006)
- Javier Díez – keyboard (2008)
- Roberto Jabonero – violin (2013–2014)
- Manuel Seoane – sologitarr (2015, 2017)
- Rubén Kelsen – sång (2016, 2018)
- Diego (Diego Palacio) – träblåsinstrument (2016–2017)
- Nelson (Nelson Valenzuela) – trummor (2018)
- Daniel Fuentes – violin (2018)

## Diskografi

### Demo
- Y qué más da (1989)
- Canción de cuna para un bohemio (1990)
- 4ta maqueta (1992)
- Con la cabeza bien alta (1992)
- Molinos de viento (1997)
- Pensando en ti (2002)

### Studioalbum
- Mägo de Oz (1994)
- Jesús de Chamberí (1996)
- La Leyenda de la Mancha (1998)
- Finisterra (2000)
- Gaia (2003)
- Belfast (2004)
- La Ciudad de los Árboles (2007)
- Gaia III: Atlantia (2010)
- Gaia: Epílogo (2010)
- Hechizos, pócimas y brujería (2012)
- Ilussia (2014)
- Finisterra Ópera Rock (2015)
- Ira Dei (2019)
- Bandera Negra (2021)
- Alicia en el Metalverso (2024)

### Livealbum
- Fölktergeist (2002)
- A costa da morte (2003)
- Madrid Las Ventas (2005) (2CD + DVD)
- Barakaldo D.F. (2008)
- Diabulus in Opera (2017)

### EP
- La bruja (1997)
- Revolucion (2016)
- Demos EP (2016)

### Singlar
- "Resacosix en Hispania" (1999)
- "¡Feliz Navidad, Cabrones!" (2000)
- "El que quiera entender... que entienda" (2000)
- "Fiesta pagana" (2000)
- "Molinos de viento (live)" (2001)
- "La danza del fuego" (2001)
- "La costa del silencio" (2003)
- "El atrapasueños (Promo)" (2004)
- "La rosa de los vientos" (2004)
- "La posada de los muertos" (2005)
- "Madrid Las Ventas" (2005)
- "Hoy toca ser feliz" (2006)
- "Diabulus in música" (2006)
- Y ahora voy a salir (Ranxeira)" (2007)
- "Puedes contar conmigo" (2008)
- "Deja de llorar" (2008)
- "Que el viento sople a tu favor" (2010)
- "Vodka 'n' Roll" (2010)
- "Siempre (Adiós Dulcinea Pt II)" (2010)
- "Pensando en tí (version 2011)" (2011)
- "Xanandra" (2012)
- "H2Oz" (2012)
- "Fiesta pagana" (2013)
- "Fiesta pagana 2.0" (2013)
- "Cadaveria" (2014)
- "Pagan party" (2014)
- "Vuela Alto" (2015)
- "La Cántiga De Las Brujas" (2019)
- "Te Traeré El Horizonte" (2019)
- "Cervezo (El árbol de la birra)" (2020)
- "Tu madre es una cabra" (2021)
- "La Dama del Mar" (2021)

### Samlingsalbum
- Grandes (2003)
- Rarezas (2006)
- The Best Oz: 1988-2006 (2006)
- Rock N' Oz (2006)
- Grandes éxitos (2007)
- Love 'n' Oz (2011)
- Celtic Land (2013)
- Celtic Land of Oz (2014)

### Video
- Resacosix en Hispania (1999)
- A costa da rock (2003) (2DVD)
- Gaia II: La voz dormida (2005) (DVD)
- Barakaldo D.F. (2008) (DVD + CD)